# S (TV-serie)
S var en TV-serie med sportreportage som visades i sju delar i SVT under perioden 18 oktober–6 november 1995. Avsnitten sändes ursprungligen klockan 22.00 onsdag kväll. Reportagen fokuserade på lite mer udda sportreportage, som till exempel supporterliv, utslagning och den då relativt nya snowboardsporten.

## Avsnitt
- 18 oktober 1995 - Stor, stark och sårbar
- 25 oktober 1995 - Svett, sex och samba
- 1 november 1995 - Slit, spel och stålar
- 8 november 1995 - Självförsvar, styrka och slagsmål
- 22 november 1995 - Sikta, sträva och segra
- 29 november 1995 - Slutade, sviken men sugen
- 6 december 1995 - Snö, surf och spänning

### Fotnoter
1. ↑  ”Svensk mediedatabas”. http://smdb.kb.se/catalog/search?q=%22+fr%C3%A5n+TV-Sporten%22&sort=OLDEST. Läst 30 mars 2011.